# Berwick St James
Berwick St James è un villaggio e una parrocchia civile della contea del South Wiltshire a poche miglia a ovest di Stonehenge nel Sud Ovest dell'Inghilterra, Regno Unito.

## Geografia

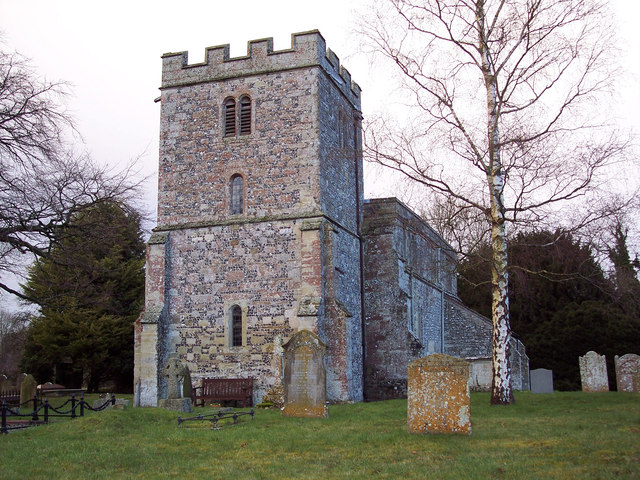
Chiesa di San Giacomo

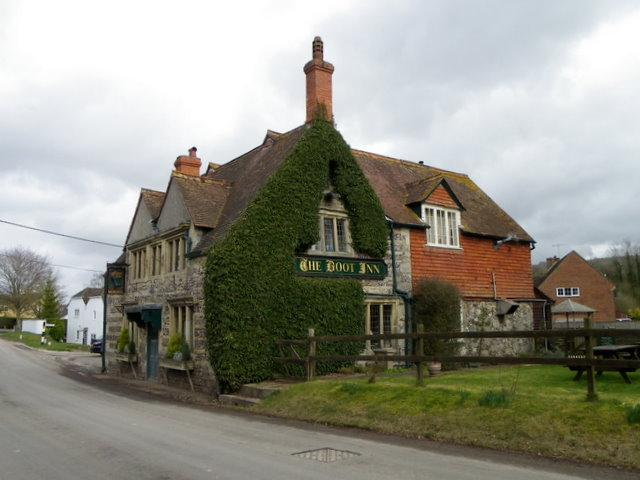
Il Boot Inn

Berwick St James è un piccolo villaggio appena fuori dalla A303 a poche miglia a ovest di Stonehenge. Il suo territorio copre un'ampia ma sottile area di terra, che si estende da oltre Yarnbury Castle fino a Stonehenge ed è attraversato da nord a sud dal fiume Till che sino all'XI secolo era chiamato Winterbourne. Il confine della parrocchia civile è segnato per due brevi tratti di un fossato preistorico all'estremo est e attraversa un sito di insediamento preistorico a ovest. Altrove il confine non ha particolari punti di riferimento naturali. Sono presenti numerosi affioramenti di gesso e alcune zone testimoniano le alluvioni passate con depositi di ghiaia. Il punto più basso della parrocchia è dove scorre il Till a circa 64 metri sul livello del mare mentre verso ovest le colline si innalzano gradualmente fino a raggiungere i 166 metri. Verso est il terreno si innalza più ripidamente e raggiunge i 144 metri sullo spartiacque del Till e del Christchurch Avon per poi scendere dolcemente fino a 112 metri al confine del territorio. La conformazione fisica ha determinato la presenza di estesi prati accanto al Till e sino al XIX secolo aveva pochi boschi.

## Storia
I primi insediamenti nel territorio della valle erano presenti già nel Neolitico ed è possibile che i villaggi di Berwick e Asserton abbiano avuto origine da piccoli centri romano-britannici. Dal punto di vista economico l'agricoltura è sempre stata la maggiore attività, unita a quella dell'allevamento e della caccia. Le principali fattorie sono quelle di Druids Lodge e Berwick Hill Farm. Berwick St James era chiamata Winterbourne, come molte altre tenute nella valle, ma alla fine del XII secolo il villaggio già aveva il nome attuale e probabilmente aveva già una sua chiesa parrocchiale. Di particolare interesse risulta il territorio di Asserton che dal 1279 venne inglobato dalla parrocchia civile. Dal Medioevo l'uso del territorio seguì il modello tipico delle terre calcaree del Wiltshire. Nel XIII secolo il signore del maniero di Berwick St James si prendeva molti diritti sulle aree ricoperte di felci e altra vegetazione sebbene non ne avesse l'autorizzazione. I primi impianti consistenti di alberi si realizzarono dalla metà del XIX secolo, specialmente nella parte est. Il territorio era attraversato da numerose vie di comunicazione, come Langford Way, che attraversa le colline dal villaggio di Berwick St James sino a Steeple Langford, e potrebbe essere stata parte dell'antica Harrow way, che si pensa collegasse il Kent e il Somerset, ma nessuna altra parte di tale strada ci è pervenuta. La strada Southampton-Bristol via Salisbury e Bath ne attraversava la punta occidentale e divenne meno importante a partire dal XVIII secolo. La strada Devizes-Salisbury attraversa l'angolo orientale e una strada di campagna tra Amesbury e Mere attraversa la parte occidentale; entrambre furono trasformate in strade a pedaggio nel 1761, e smantellate rispettivamente nel 1870 e nel 1871. La strada da Maddington e Shrewton a Wilton seguiva il Till e attraversava il villaggio di Berwick St James dove c'era un ponte sul fiume a sud della chiesa. Un nuovo ponte venne costruito dopo che il precedente fu distrutto da un'alluvione nel 1841. Una ferrovia militare fu costruita da nord a sud attraverso l'estremità orientale nel 1914-15 e venne smantellata nel 1923.

## Monumenti e luoghi d'interesse
Nel territorio di Berwick St James, nel 1773 c'erano la chiesa, il mulino numerose fattorie. Il castello di Yarnbury si trovava sul confine occidentale ed era un forte collinare dell'età del ferro occupato fino all'epoca romano-britannica. A nord della chiesa Manor Farm ha un'ala che risale al 1600 circa, in cui una stanza al piano terra ha un soffitto a sei parti di travi modanate e una fila a sud costruita all'inizio del XVIII secolo. A sud della chiesa la Dairy House fu costruita nel XVII secolo come cottage di due stanze e in seguito molto ampliata. Vi sono poi due interessanti case a nord di Manor Farm, Goodwin House e la locanda Boot, anch'esse del XVII secolo. Il Boot Inn, all'angolo tra High Street e Duck Street, fu aperto nel 1848 e nel 1992. Sempre sul lato est di High Street, una scuola fu costruita vicino alla chiesa a metà del XIX secolo. Tra il 1900 e il 1945 circa nel villaggio c'erano pochi edifici.
La struttura di maggiore interesse è la
- Chiesa di San Giacomo. La chiesa appartiene alla diocesi di Salisbury e dal 23 marzo 1960 è considerata un monumento classificato di primo grado per il suo particolare interesse storico e architettonico.[5][6]